# Dear Evan Hansen
Dear Evan Hansen är en musikal med musik och text av Benj Pasek och Justin Paul och manus av Steven Levenson. Dear Evan Hansen handlar om en ung man med sociala svårigheter som försvårar hans förmåga till att prata med andra människor och skaffa vänner. Han längtar så mycket efter att få höra till att han ljuger om att han var bästa vän med en klasskamrat som tagit livet av sig, och blir på det viset en del av den döde killens familj.
Musikalen hade premiär på Broadway på Music Box Theatre i december 2016. 
Dear Evan Hansen blev nominerad till nio Tony's och vann sex av dem under 71 Tony Awards, inklusive Best Musical, Best Score, Best Actor in a Musical till Ben Platt och Best Featured Actress in a Musical till Rachel Bay Jones.